# Jaguaribe
Jaguaribe este un oraș în statul Ceará (CE) din Brazilia.